# Byaku fujin no yoren
Byaku fujin no yoren è un film del 1956 diretto da Shirō Toyoda, in parte ispirato alla "leggenda del serpente bianco" risalente alla dinastia Song.
È stato il primo film tokusatsu della casa di produzione giapponese Toho girato a colori.
È stato presentato in concorso alla 6ª edizione del Festival di Berlino dove si è aggiudicato una menzione d'onore per l'uso del colore.

## Trama
L'umile Xu Xian si innamora di Bai Niang, che afferma di essere discendente di una ricca famiglia. Tuttavia, presto scoprirà che la donna è in realtà un serpente bianco che ha assunto forma umana. La giovane coppia viene separata da un gruppo di monaci che vogliono salvare Xu Xian e sconfiggere il serpente bianco una volta per tutte.

## Distribuzione
Il film è stato distribuito in Giappone dal 5 luglio 1956. Negli Stati Uniti è uscito il 22 ottobre 1965 con due titoli alternativi, The Legend of the White Serpent e Madame White Snake.

## Riconoscimenti
Festival internazionale del cinema di Berlino
- 1956 - Menzione d'onore per il miglior uso del colore

Blue Ribbon Awards
- 1957 - Premio per la miglior fotografia a Mitsuo Miura

Mainichi Film Concours
- 1957 - Premio per la miglior fotografia a Mitsuo Miura